# 무성 후두개 마찰음
무성 후두개 마찰음(無聲喉頭蓋摩擦音)은 자음의 하나로 후두개에서 조음되는 무성 마찰음이다.
- 비고: 기호 ʜ는 키릴 문자 н와 같게 보이나, 이 키릴 문자는 /n/소리를 낸다.

## 예시
- 아굴어: хӏ에서 이 소리가 난다.
- 체첸어: хь에서 이 소리가 난다.
- 하이다어: x̱에서 이 소리가 난다.
- 아미어: h에서 이 소리가 난다.